# Kommunalwahl in der Türkei 1963
Die Kommunalwahlen in der Türkei 1963, welche am 17. November des Jahres stattfanden, waren die ersten Kommunalwahlen nach dem Militärputsch 1961.
Gewählt wurden sowohl Bürgermeister und Dorfvorsteher (Muhtarlar) als auch die Provinzparlamente (İl Genel Meclisi). Die türkische Gerechtigkeitspartei siegte, wie auch in den Parlamentswahlen 1961.

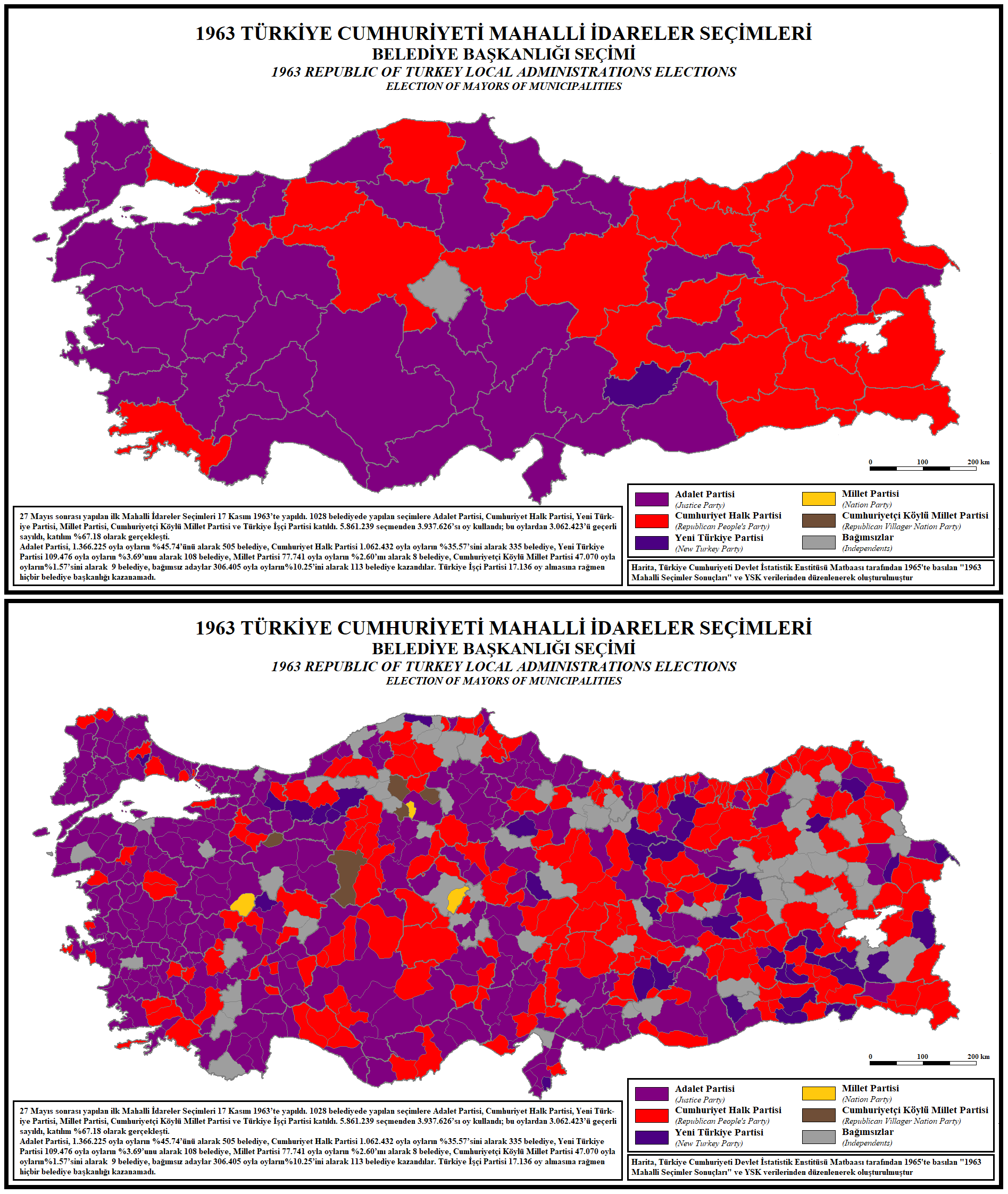

## Ergebnisse
| Partei                            | Vorsitzender     | Stimmen   | Anteil   |
| --------------------------------- | ---------------- | --------- | -------- |
| Adalet Partisi                    | Ragıp Gümüşpala  | 4.344.185 | 45,48 %  |
| Cumhuriyet Halk Partisi           | İsmet İnönü      | 3.458.972 | 36,22 %  |
| Yeni Türkiye Partisi              | Ekrem Alican     | 621.600   | 6,51 %   |
| Unabhängige                       | Unabhängige      | 500.315   | 5,24 %   |
| Millet Partisi                    | Osman Bölükbaşı  | 295.523   | 3,09 %   |
| Cumhuriyetçi Köylü Millet Partisi | Ahmet Tahtakılıç | 292.596   | 3,06 %   |
| Türkiye İşçi Partisi              | Mehmet Ali Aybar | 37.898    | 0,40 %   |
| Insgesamt                         | Insgesamt        | 9.551.089 | 100,00 % |